# Liste der Bischöfe von Funchal
Die folgenden Personen waren Bischöfe und Erzbischöfe von Funchal (Portugal):
- Diogo Pinheiro (1514–1526)
- Martinho de Portugal (1533–1547) (einziger Erzbischof)
- Gaspar I. do Casal (1551–1556)
- Jorge de Lemos (1556–1569)
- Frei de Távora (1569–1573)
- Jerónimo I. Barreto (1573–1585)
- Luís I. de Figueiredo e Lemos (1585–1608)
- Antoine de Cea 16. September 1609 ernannt aber vor der Weihe im Oktober verstorben
- Lourenço de Távora (1610–1617)
- Jerónimo II. Fernando (1619–1650)
- Gabriel de Almeida (1670–1674)
- António I. Teles da Silva (1674–1682)
- Estêvão Brioso de Figueiredo (1683–1689)
- José I. de Santa Maria (1690–1696)
- José I. de Sousa Castelo Branco (1698–1725)
- Manuel I. Coutinho (1725–1741)
- João I. do Nascimento (1741–1753)
- Gaspar II. Afonso da Costa Brandão (1756–1784)
- José III. da Costa Torres (1784–1796)
- Luís II. Rodrigues Vilares (1796–1811)
- João II. Joaquim Bernardino de Brito (1817–1819)
- Francisco I. José Rodrigues de Andrade (1821–1838)
- José IV. Xavier de Cerveira e Sousa (1844–1849)
- Manuel II. Martins Manso (1849–1858)
- Patrício Xavier de Moura (1859–1872)
- Aires de Ornelas e Vasconcelos (1872–1874) (auch Erzbischof von Goa)
- Manuel III. Agostinho Barreto (1876–1911)
- António II. Manuel Pereira Ribeiro (1914–1957)
- David de Sousa, O.F.M. (1957–1965) (auch Erzbischof von Évora)
- João III. António da Silva Saraiva (1965–1972)
- Francisco II. Antunes Santana (1974–1982)
- Teodoro de Faria (1982–2007)
- António José Cavaco Carrilho (2007–2019)
- Nuno Brás da Silva Martins (seit 2019)